# Irad
Conform Genezei 4:18, Irad (ebraică: עִירָד בן-חֲנוֹךְ Erad ben Hănōk, arabă: عبارت Erad ibn Akhanukh) era fiul lui Enoh, un urmaș al lui Cain, fiul lui Adam.
„Enoh a fost tatăl lui Irad; Irad a fost tatăl lui Mehuiael; Mehuiael a fost tatăl lui Metușael; și Metușael a fost tatăl lui Lameh.”—Geneza 4:18